# Cornelia Römer
Cornelia Römer, née le 13 octobre 1953 à Wuppertal, est une spécialiste de papyrologie de nationalité allemande.

## Biographie
Après son Abitur au Wilhelm-Dörpfeld-Gymnasium de Wuppertal en 1972, elle étudie de 1972 à 1979 la philologie classique à l'université de Cologne et à l'université de Florence, ainsi que le russe et l'histoire de l'art. Elle reçoit sa promotion à l'université de Cologne en 1979 pour une thèse dirigée par Reinhold Merkelbach et intitulée Neun christliche Texte aus der Papyrussammlung des Instituts für Altertumskunde der Universität Köln (« Neuf texte chrétiens de la collection de papyrus de l'institut des études de l'Antiquité de l'université de Cologne »). Elle est ensuite assistante à l'université et boursière.
Par la suite, elle effectue des séjours de recherche au Caire, à Ann Arbor et à Sydney. De 1987 à 2000, elle est conservatrice à la collection de papyrus de l'université de Cologne. C'est à Cologne qu'elle reçoit son habilitation en philologie classique en 1994. Elle est nommée au titre de professeur en 1999. De 2000 à 2005, elle est professeur de papyrologie à l'University College de Londres. Elle dirige de 2005 à 2009 la collection et le musée des papyrus de Vienne qui dépend de la Bibliothèque nationale autrichienne tout en donnant régulièrement des cours à l'université de Vienne qui lui délivre en 2006 le titre de professeur honoraire en papyrologie.
Depuis 2010, Cornelia Römer collabore aux recherches au département du Caire de l'institut archéologique allemand. Elle est Langzeitdozentin du bureau du Caire de la DAAD, à l'université Ain Shams.

## Prix et distinctions
En 1995 elle est lauréate du Prix Karl-Arnold décerné par l'Académie des sciences et des arts de Rhénanie-du-Nord-Westphalie.

## Source de la traduction
- (de) Cet article est partiellement ou en totalité issu de l’article de Wikipédia en allemand intitulé « Cornelia Römer » (voir la liste des auteurs).